# Neoeme quinquelineata
Neoeme quinquelineata là một loài bọ cánh cứng trong họ Cerambycidae.